# Dolmabahçe palota
A Dolmabahçe palota (törökül: Dolmabahçe Sarayı) a Boszporusz nyugati, európai oldalán fekszik Beyoğlutól északra. Az Oszmán Birodalom adminisztratív központjaként működött 1856 és 1923 között. I. Abdul-Medzsid szultán építtette, 1856-ban készült el. Az ékes palota annak tudatában még fényűzőbb, hogy építésekor az Oszmán Birodalom már erősen hanyatlott.

## Története
Az épület tervezésével a császár Garabet Balyant és fiát, Nikoğost bízta meg. Ők is annak az örmény építészcsaládnak tagjai voltak, akik a Boszporusz mentén számos épületet kiviteleztek.
Dolmabahçe eredetileg egy öböl volt, amit a 18. század során feltöltöttek, és császári kertek épültek ide (ebből származik a neve is: dolma vagyis 'feltöltött' és bahçe azaz 'kert'). Különféle nyári paloták is épültek a területen a 18. és 19. század alatt. A jelenlegi épület a régi Beşiktaş palota helyén épült fel.
Az addigra kissé elavult Topkapı palota már nem volt képes a szultánok modern luxusigényeit kiszolgálni, ezért merült fel egy új rezidencia építésének az ötlete.
Ebben a palotában berendezett szobájában halt meg a Török Köztársaság alapítója, Mustafa Kemal Atatürk 1938. november 10-én.

## Építészeti jellemzők

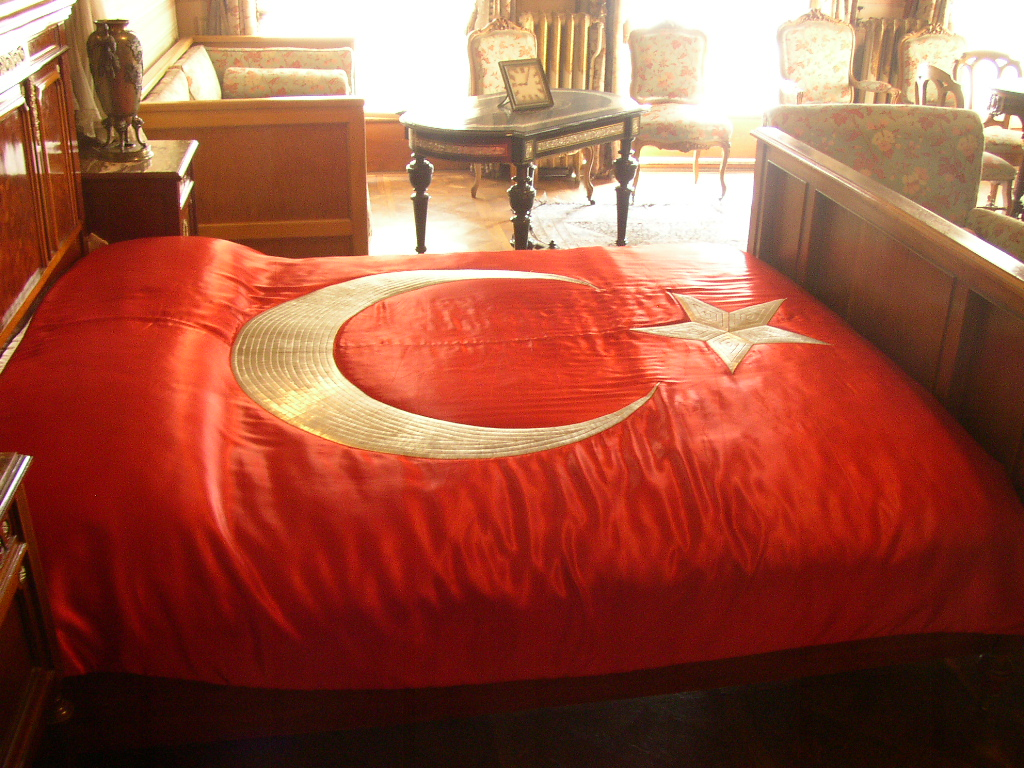
Atatürk szobája a palotában

A palota három részből áll: a Mabeyn-i Hümâyûn (vagy Selamlık, a férfiaknak fenntartott körlet), Muayede Salonu (a fényűző dísztermek) valamint a Harem-i Hümâyûn (a Hárem; vagyis a szultán családjának fenntartott rész). A palota 14 595 m² területet foglal el, 285 szobája, 46 terme, 6 fürdője (hamam) és 68 mellékhelyisége van, valamint 25 bejárata,  1427 ablaka van, valamint 4500 m² szőnyeg borítja a padlót. A palotát 1873-ig gázzal világították, majd áttértek az elektromos áramra. A palotát kezdetben kandallók és cserépkályhák fűtötték, majd V. Mehmed idején bevezették a központi fűtést. A palota belsejét a Párizsi operaház belsőépítésze, Charles Séchan tervezte.